# Parler berlinois

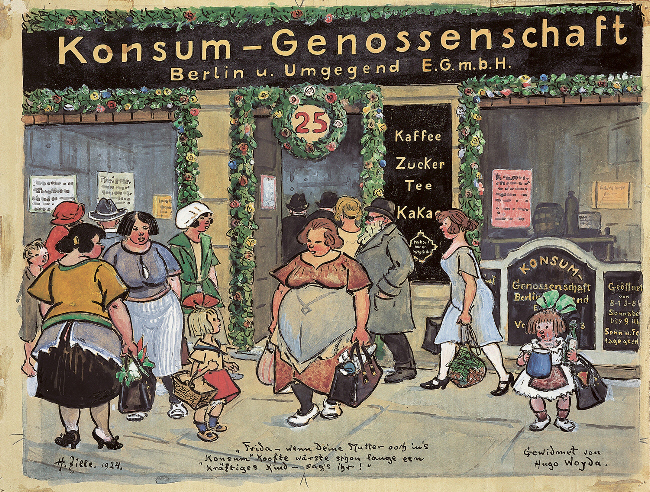
Tableau d'Heinrich Zille en 1924 avec le sous-texte „Frida – wenn Deine Mutter ooch in’s ‚Konsum‘ koofte wärste schon lange een kräftiges Kind – sag’s ihr!“ « Frida, si ta mère allait faire ses courses au Konsum, tu serais depuis longtemps une petite fille vigoureuse, dit-elle ».

Le parler berlinois (en allemand : Berliner Dialekt ou Berlinerisch) est la forme de l'allemand parlé dans la région métropolitaine de Berlin-Brandebourg. D'un point de vue linguistique, il ne s'agit pas d'un dialecte, mais d'un « métrolecte », une variante locale du moyen-allemand oriental qui a dépassé le bas allemand initialement parlé dans la marche de Brandebourg.

## Famille linguistique
- linguistique
  - liste de langues
    - langues par famille
      - langues indo-européennes
        - langues germaniques
          - Langues germaniques occidentales
            - Haut allemand
              - Moyen allemand
                - Moyen-allemand oriental
                  - Parler berlinois

## Exemples de parler berlinois
| Berlinois                                                         | Allemand standard                                                                | Français                                                                                       |
| ----------------------------------------------------------------- | -------------------------------------------------------------------------------- | ---------------------------------------------------------------------------------------------- |
| jehn                                                              | gehen                                                                            | aller                                                                                          |
| kehna                                                             | keiner                                                                           | aucun                                                                                          |
| watt                                                              | was                                                                              | quelque chose                                                                                  |
| Watt’n?                                                           | Was denn?                                                                        | quoi ?                                                                                         |
| haste                                                             | hast du                                                                          | tu as                                                                                          |
| ooch                                                              | auch                                                                             | aussi                                                                                          |
| Dit jibs ja janich                                                | Das gibt es ja gar nicht                                                         | Il n'y en a pas du tout.                                                                       |
| Watt soll’n dit?                                                  | Was soll denn das?                                                               | Qu'est-ce que tu fais ?                                                                        |
| Ick kanns nich glob’n.                                            | Ich kann es nicht glauben.                                                       | Je n'y crois pas.                                                                              |
| Allet juht                                                        | Alles gut                                                                        | Tout va bien                                                                                   |
| Ick hab’                                                          | Ich habe                                                                         | j'ai                                                                                           |
| Dit hamm' wa                                                      | Das haben wir                                                                    | on en a                                                                                        |
| die Keule                                                         | kleiner Bruder                                                                   | frérot                                                                                         |
| die Atze                                                          | großer Bruder (auch im Sinne von „enger Freund“)                                 | grand frère (aussi au sens de «ami proche» )                                                   |
| die Schwelle                                                      | Schwester                                                                        | sœur                                                                                           |
| die Ische                                                         | Lebensabschnittsgefährtin                                                        | compagne                                                                                       |
| die Ollen                                                         | Eltern                                                                           | parent                                                                                         |
| Der Hamma liecht uffm Tüsch.                                      | Der Hammer liegt auf dem Tisch.                                                  | Le marteau se trouve sur la table.                                                             |
| Jips jibs inna Jipsstraße. Jibs da keen Jips, jibs jar keen Jips. | Gips gibt es in der Gipsstraße. Gibt es da keinen Gips, gibt es gar keinen Gips. | Il y a du plâtre à la Gipsstraße. S'il n'y a pas de plâtre là, il n'y a pas de plâtre du tout. |
| Ne jut jebratne Janz is ne jute Jabe Jottes.                      | Eine gut gebratene Gans ist eine gute Gabe Gottes.                               | Une oie bien rôtie est un bon don de Dieu.                                                     |